# Brevicipitins
Els brevicipitins (Brevicipitinae) són una subfamília d'amfibis anurs de la família Microhylidae.

## Gèneres
- Balebreviceps
- Breviceps
- Callulina
- Probreviceps
- Spelaeophryne